# Nike Air Force

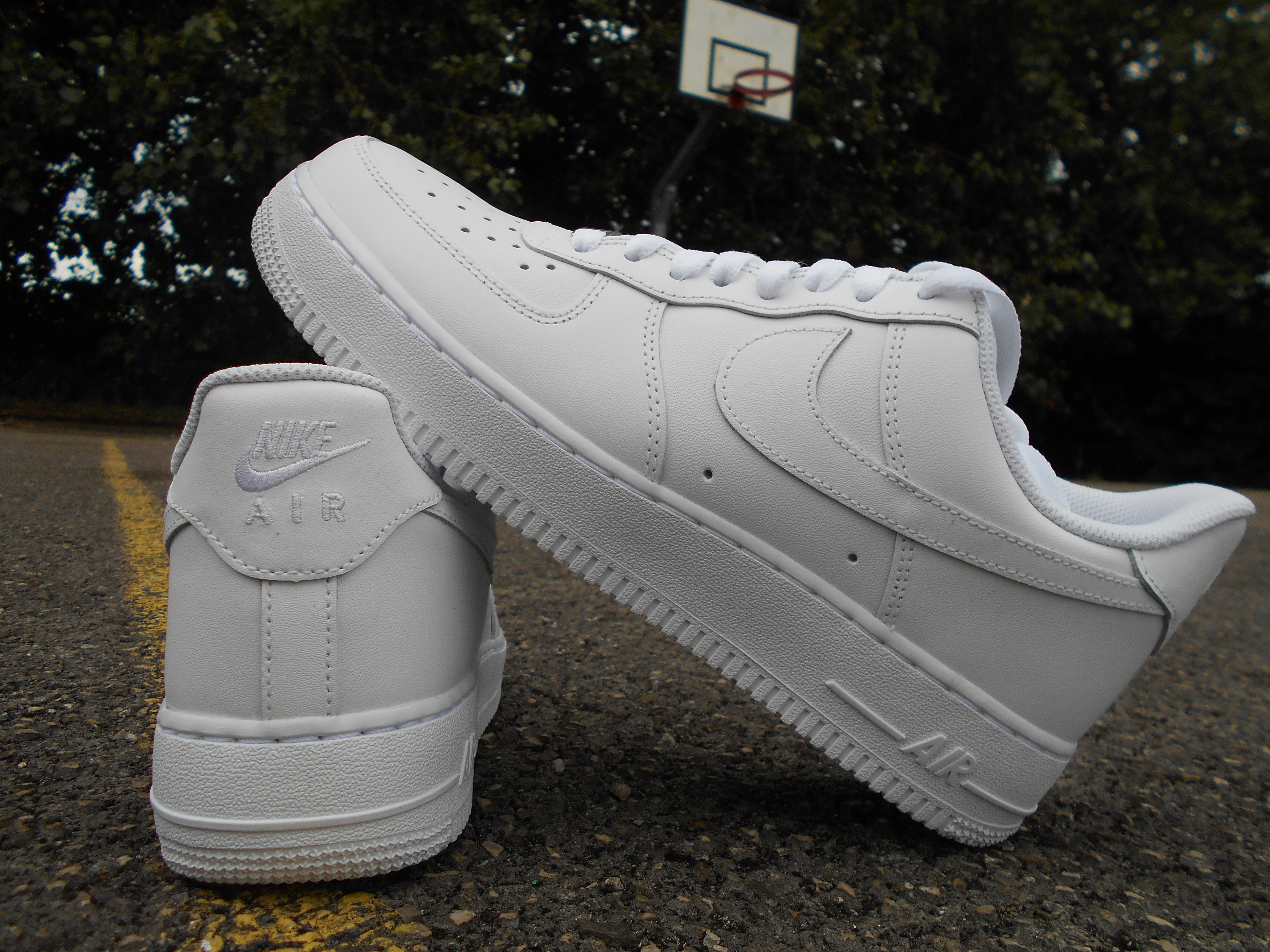
Modello a caviglia bassa di Nike Air Force 1

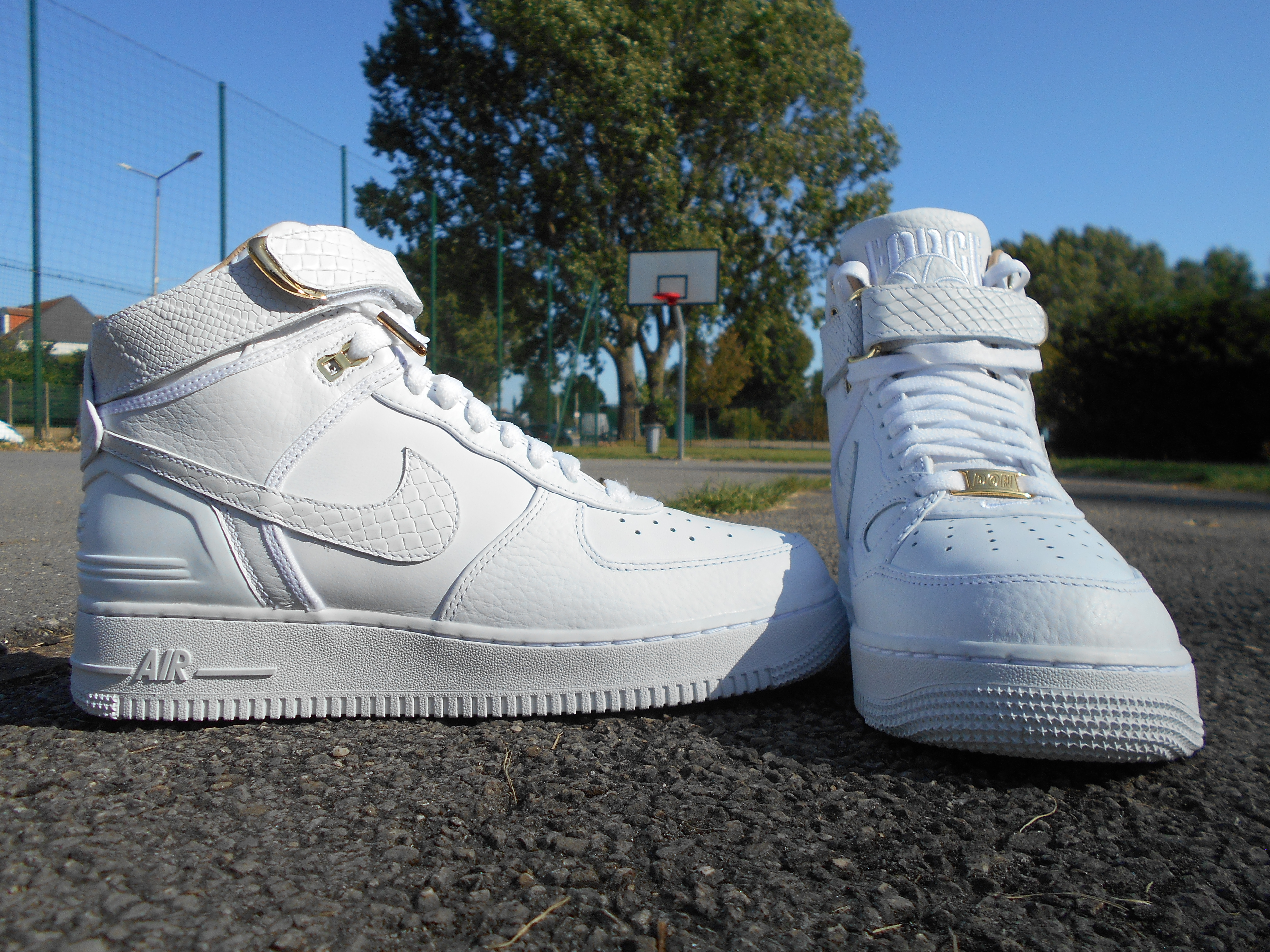
Modello a caviglia alta di Nike Air Force 1

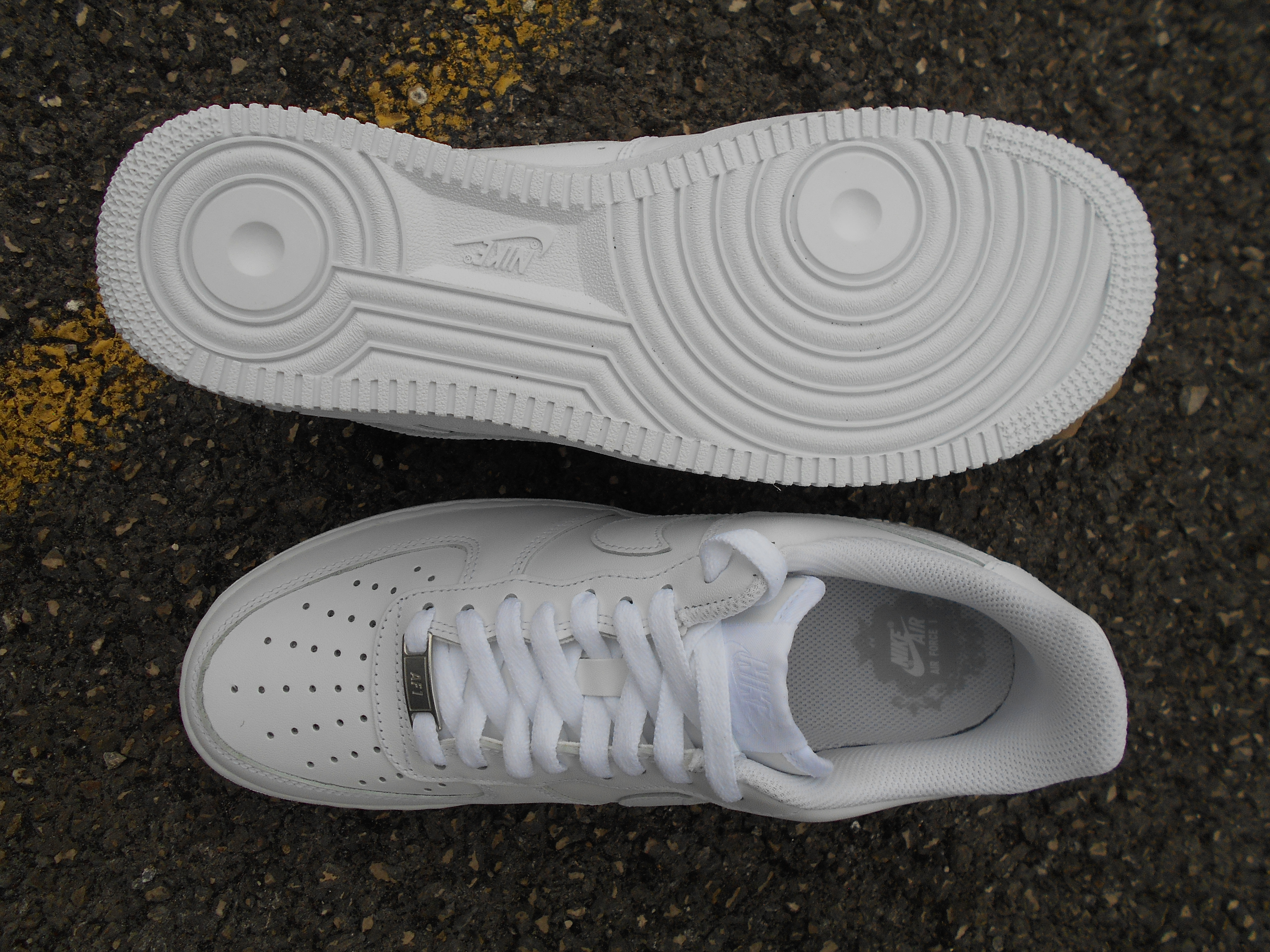
Nike Air Force 1 dall'alto e dal basso

La Nike Air Force è una serie di scarpe da ginnastica prodotta dalla Nike. Ha avuto inizio con l'Air Force 1, seguita poi dall'Air Force 2, Air Force 3, Air Force STS, Air Force 5, Air Force XXV ed Air Force 09. La Air Force è stata creata dal designer Bruce Kilgore ed è stata la prima calzatura da pallacanestro in assoluto a fare ricorso alla tecnologia Nike Air. I modelli della Nike Air Force sono disponibili nelle versioni a caviglia bassa, media ed alta.

## Air Force 1

### Design
Alle tre varianti più comuni delle Nike Air Force 1 (bassa, media e alta) si aggiungono anche le versioni super-low e super-high. Le Air Force medie sono caratterizzate da una fascia di velcro che si può trovare anche nella versione alta, con l'unica differenza che, in quest'ultima, essa si può rimuovere, mentre nelle Air Force medie rimane una componente fissa della scarpa. Nonostante le Air Force 1 siano disponibili in colori diversi, i modelli più venduti sono quello bianco (noto anche come "white on white"), seguito da quello nero ("black on black").
Un altro elemento caratteristico delle Nike Air Force 1 è la targhetta in metallo posta nella parte inferiore dei lacci. Non essendo fissata alla scarpa, essa si può rimuovere con facilità facendola passare lungo il laccio. La targhetta riporta la sigla "AF-1" (i.e. "Air Force 1"), seguita dalla data "'82". Il materiale utilizzato per la targhetta originale era color argento (si trattava di peltro) e la sua forma era circolare. Tuttavia, dopo la rivisitazione della scarpa in occasione del suo 25º anniversario nel 2007, le è stato donato un aspetto rettangolare. Il nuovo modello, per un breve periodo, ha presentato una targhetta sulle cui scritte era stata aggiunta una componente in plastica; tuttavia, alla fine, si è preferito mantenere il materiale originale.

### Storia
L'Air Force 1 (resa graficamente anche come AF-1 oppure AF1) è stata creata da Bruce Kilgore; il nome deriva da "Air Force One", l'aereo utilizzato dal Presidente degli Stati Uniti d'America. Con il passare degli anni, queste scarpe sono state via via associate con i giovani dei quartieri poveri delle città (le cosiddette inner-city areas degli Stati Uniti), specialmente quelli di Harlem, New York. È da qui che deriva l'appellativo con cui sono note queste scarpe negli Stati Uniti, ossia "Uptowns".
L'Air Force 1 è stata messa sul mercato nel 1982 e, già nel 1984, la produzione è stata terminata. Nel 1986 è stata nuovamente rilasciata, stavolta con il logo aggiornato della Nike accompagnato dallo swoosh nella parte posteriore della scarpa. Oltre a questo e a qualche variazione nella cucitura della tomaia, poco è cambiato rispetto al modello originale del 1982. Al giorno d'oggi sono state prodotte 1 700 variazioni di colore della Nike Air Force 1, che generano un guadagno di circa 800 milioni di dollari all'anno. Inizialmente la Nike proibiva la rivendita online di queste scarpe; oggi, tuttavia, ai rivenditori è stata data la possibilità di farlo senza incorrere in alcun problema.

### Prestazioni sportive
Le Air Force 1 sono diventate ormai un simbolo della moda informale casual; tuttavia, ciò non esclude il fatto che, in origine, esse fossero state ideate come calzature per la pallacanestro. Sebbene queste scarpe possano essere indossate dai cestisti ancora al giorno d'oggi, la tecnologia per le calzature da basket è di gran lunga migliorata sin dagli anni ottanta. Nell'ambito dell'NBA, le Air Force 1 hanno comunque continuato ad essere indossate fino a tempi recenti da atleti come Jerry Stackhouse e Rasheed Wallace.

### Nel mondo della musica
Nel 2002 il rapper di St. Louis Nelly, insieme al suo gruppo St. Lunatics, ha rilasciato un singolo intitolato "Air Force Ones". L'Air Force 1 è anche il soggetto di un altro singolo del 2007, "Classic (Better Than I've Ever Been)", frutto di una collaborazione tra Kanye West, Nas, Rakim e KRS-One, prodotto da DJ Premier.
Grazie all'importante ruolo rivestito nella cultura popolare, le Air Force 1 sono ben presto diventate un pezzo immancabile nella collezione di tanti sneakerhead. Alcune edizioni limitate e combinazioni di colori rare possono costare diverse volte il prezzo base delle Air Force 1 classiche.

### Controversie
La Nike ha sempre difeso con fermezza le Air Force 1 presso i tribunali americani. In un caso del 2012 ha citato in giudizio un presunto contraffattore del marchio registrato della Air Force 1, il quale ha ribattuto con una domanda riconvenzionale, tentando così di invalidare il marchio della Nike. Diversi mesi più tardi, temendo che la controdenuncia potesse avere successo, la multinazionale ha ritirato tutte le sue accuse, chiedendo poi all'imputato di siglare un "patto di non citare in giudizio" (i.e. covenant not to sue in inglese). Il problema che è emerso da questo episodio è il fatto che la Nike, con questa tattica, avesse reso l'intera situazione un moot case (i.e. che non fosse più attivo il requisito "caso e controversia"), privando così i tribunali federali degli Stati Uniti della giurisdizione per ascoltare la domanda riconvenzionale dell'imputato. Il 9 gennaio 2013 la corte suprema degli Stati Uniti d'America si è pronunciata a favore della Nike.

## Versioni successive

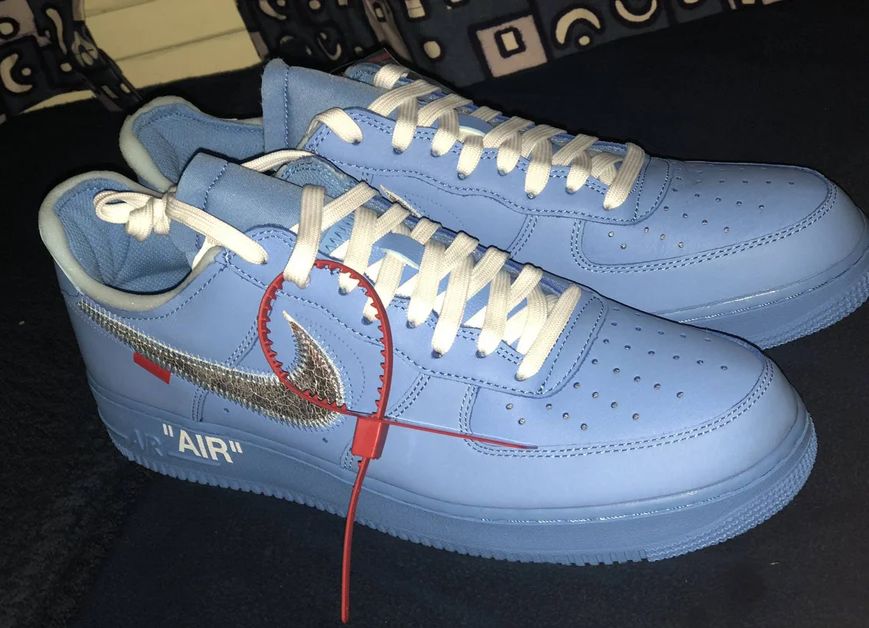
Modello di Air Force 1 nato da una collaborazione tra la Off-White e la Nike

L'Air Force 2, introdotta nel 1987, è una versione più nuova della scarpa creata appositamente per contesti casual, caratterizzata da una suola piatta e disponibile in diversi colori. All'inizio degli anni duemila il modello è stato nuovamente messo in commercio. Le Air Force 2 si possono trovare sia nella loro versione alta che in quella bassa.
L'Air Force 3, introdotta nel 1998, è la versione più popolare della serie ed è stata pensata soprattutto per i campi da basket. Dal design più robusto, questa versione è caratterizzata da una maggiore durabilità rispetto alle due versioni precedenti. Con le Air Force 3 è stato introdotto anche il logo della serie, che consiste nell'immagine di metà palla da basket posta sulla linguetta. Questa immagine verrà riutilizzata anche per i modelli successivi. L'Air Force 3 è stata rilasciata una seconda volta nel 2008, quando è stata resa disponibile in una serie di colorway in edizione limitata nella versione a caviglia alta.
L'Air Force STS (nota anche come Air Force 4 o Air Force IV) è stata messa sul mercato nel 1989. Il suo nome è un riferimento allo Space Shuttle, che è anche noto come STS, ossia "Space Transportation System". Queste scarpe venivano regolarmente indossate da David Robinson durante il suo anno da rookie. L'Air Force STS presenta ai lati la celebre stampa a pelle di elefante della Nike e il suo taglio è molto più alto rispetto alle quello delle tre versioni precedenti.
L'Air Force 5 è stata introdotta nel 1990. È il primo modello della serie ad aver reso visibili i cuscinetti di aria pressurizzata ai lati posteriori della suola. Come nella versione precedente, il taglio delle Air Force 5 è leggermente più alto. Questo è l'ultimo modello originale della serie Air Force.

### Remake

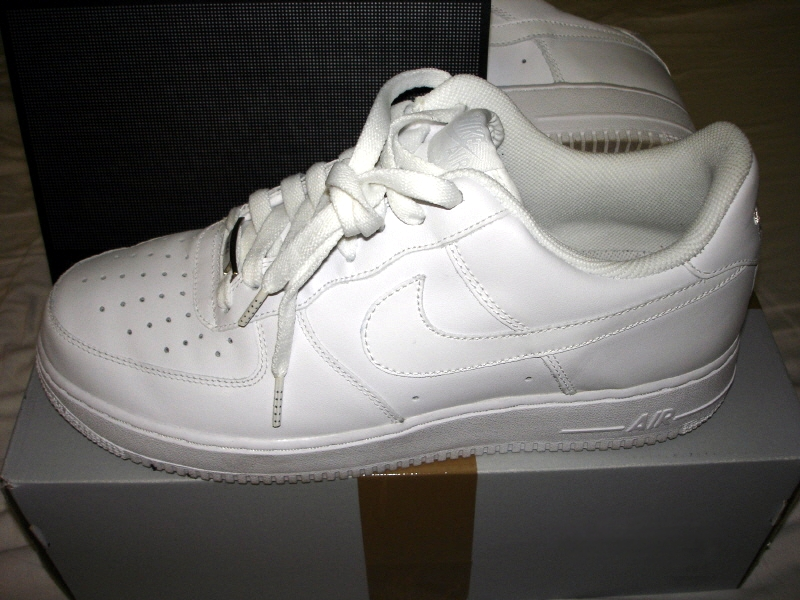
Un'Air Force 1 bassa in versione retrò "white on white"

Nel 2007, in occasione del 25º anniversario dell'Air Force 1 originale, la Nike ha creato l'Air Force XXV, il cui design è ispirato a quello della calzatura come si presentava nel 1982. Sin dal suo rilascio, il modello è stato pubblicizzato da atleti ed altre celebrità.
Nel 2007, sempre in occasione del 25º anniversario, sono state create due versioni "di lusso" dell'Air Force 1. Fabbricate in Italia, una è in pelle di coccodrillo, mentre l'altra è in pelle di anaconda. Le punte dei lacci e le targhette sono dorate. Vendute in quantità limitate, il loro prezzo di listino era di 2 000 dollari, rendendole gli sneaker più costosi mai messi sul mercato.
Nel 2009 è stata rilasciata la Nike Air Force 09, una versione aggiornata dell'Air Force 1. Una delle variazioni che caratterizza questa scarpa è il design sulla parte anteriore della tomaia, leggermente alterato rispetto a come si presenta nel modello originale.
Nel 2017 vi è stata una collaborazione tra la Nike, i designer di streetwear Don C, Errolson Hugh e Virgil Abloh, l'imprenditore Kareem "Biggs" Burke, e il rapper Travis Scott. La collezione, rilasciata in occasione del 35º anniversario dell'Air Force, si chiama AF100.

## Nella cultura di massa
Nella serie televisiva statunitense Sons of Anarchy, che è stata trasmessa in onda dal 2008 al 2014, il protagonista Jax Teller indossa sempre un paio di Air Force 1 basse in versione retrò "white on white". Queste scarpe vengono cestinate dal protagonista nell'ultimo episodio.
Nel film del 2016 X-Men - Apocalisse, Quicksilver, interpretato da Evan Peters, indossa un paio di Air Force 1 personalizzate color argento.